# Karl Friedrich von Gärtner
Karl Friedrich von Gärtner (ur. 1 maja 1772 w Göppingen zm. 1 września 1850 w Calw) – niemiecki lekarz i botanik.
Syn lekarza i botanika, dyrektora ogrodu botanicznego w Sankt Petersburgu, Josepha Gärtnera. Studiował medycynę i farmację w Jenie, Getyndze i Tybindze. Po studiach objął w 1796 praktykę medyczną w Calw, ale w 1800 porzucił ją i zajął się botaniką. W 1826 został członkiem Leopoldiny.
Wydał m.in. tom uzupełniający do najważniejszej z prac botanicznych swego ojca o owocach i nasionach – "De fructibus et seminibus plantarum". Opracował też dział roślin zarodnikowych we "Flora sibirica" Johanna Georga Gmelina, nadto ogłosił "Beiträge zur Kenntnis der Befruchtung der vollkommenen Gewächse" (1844) i "Versuche und Beobachtungen über die Bastarderzeugungen im Pflanzenreich" (2 wyd., 1849).